# Alpha Tavera Escalante
Alpha Alejandra Tavera Escalante (Mérida, Yucatán, 30 de mayo de 1975) es una política mexicana, perteneciente al partido Morena. Fue presidenta municipal de Valladolid, Yucatán, siendo la primera mujer en ocupar dicho cargo del 1 de septiembre de 2015 al 31 de agosto de 2018. Del 10 de septiembre de 2022 al 8 de marzo de 2024 fue presidenta del Comité Ejecutivo Estatal de Morena en Yucatán.

## Biografía

### Datos biográficos
Nació en la ciudad de Mérida, Yucatán el 30 de mayo de 1975, aunque a pocos días de nacida se trasladó a Valladolid, en donde ha vivido hasta la fecha.

### Trayectoria profesional

#### Educación
Egresada de la Escuela Normal Juan de Dios Rodríguez Heredia en el año de 1998, ingresó al servicio profesional iniciando sus labores docentes en la Escuela Emiliano Zapata de la comunidad de X-Can, donde estuvo un ciclo escolar. Posteriormente, en la comunidad de Chemax laboró frente a grupo durante dos años hasta que decidió pedir su cambio de adscripción a la comunidad de Uayma, ubicada a 15 kilómetros de la ciudad de Valladolid, donde estuvo laborando como docente durante 8 años. Fue en este tiempo cuando solicitó una licencia sin goce de sueldo durante un año debido a que se trasladó a los Estados Unidos, donde laboró como docente en un programa de intercambio. 
Al volver se reincorporó a su plantel en la comunidad de Uayma hasta el año 2010, cuando solicitó su cambio de adscripción a la Escuela Primaria Josefa Centeno Rosado, ubicada en el barrio de San Carlos del municipio de Valladolid, ahí laboró hasta el 2015.

## Carrera política

### Campaña a presidenta municipal de Valladolid (elecciones federales de 2015)

#### Accidente automovilístico
El 26 de abril del 2015, a pocas semanas de iniciar la campaña por la alcaldía de Valladolid, mientras se dirigía hacia la ciudad de Mérida, estalló la llanta delantera del vehículo en el que viajaba, ocasionando que el chofer perdiera el control y chocara contra un muro de contención, para que luego el vehículo sufriera un vuelco.
En el percance ocurrido a la altura del kilómetro 89 de la autopista Valladolid-Mérida. Perdió la vida el copiloto, el profesor Mario Aguilar López, y dos pasajeros resultaron heridos. Alpha Tavera Escalante sufrió fracturas incompletas (fisuras) en cráneo y cadera y estuvo a punto de colapsársele un pulmón. Fue necesario recurrir a un coma inducido para estabilizarla.
Mientras convalecía en terapia intensiva, su equipo continuó la campaña, logrando el triunfo en los comicios de ese año.
El partido Morena con Tavera Escalante ganó las elecciones municipales con el 37.5% del sufragio equivalentes a 8,379 votos; mientras que el candidato de la alianza PRI-PVEM-Nueva Alianza-Humanista-Encuentro Social sumó 7,829 que significan el 35.1%. El PAN obtuvo 3,678 votos (16.5%) y el PRD 2,412 (10.8%). Posteriormente tomó posesión como alcaldesa constitucional de Valladolid el día 1 de septiembre de 2015.

### Presidenta municipal de Valladolid (2015-2018)
Tavera Escalante se convirtió en la primera alcaldesa emanada de Morena en Yucatán. En 2016 a un año de asumir el mando del ayuntamiento vallisoletano comento: " El primer año de gobierno ha sido un tanto difícil, pues nos dejaron una alcaldía de cabeza no solo sin recursos si no con deudas y muchos pendientes". En materia de finanzas municipales, se implementaron en Valladolid acciones de mejora en los mecanismos relacionados con la planeación, control y ejercicio del gasto público de manera responsable y austera; enfocada hacia una cultura de transparencia y saneamiento de la deuda pública heredada. En 2018 al rendir su tercer informe de gobierno municipal Tavera agregó que los tres años no fueron fáciles, pero que valió la pena luchar para transformar Valladolid. “Hoy entregamos con gran satisfacción al  pueblo, una ciudad con finanzas sanas, economía creciente, con un mejor futuro, mayores servicios de infraestructura y menores carencias”, subrayó.

### Sud-Delegada de los Programas de Desarrollo del Estado de Yucatán
En 2018 Tavera Escalante fue nombrada por el delegado estatal Joaquín Díaz Mena, como subdelegada de los programas de Bienestar de la zona oriente en el estado de Yucatán. Cargo que desempeñó hasta 2021.

### Candidatatura fallida a diputa federal (elecciones federales de 2021)
El 29 de marzo de 2021 Tavera anuncio públicamente, que luego que su partido Morena realizara una encuesta interna para definir al candidato del distrito electoral 01 de Yucatán ella resultó ganadora, posteriormente se registró ante el Instituto Nacional Electoral como candidata a diputada federal por el I Distrito, por el partido Morena, que abarca 35 municipios del oriente del estado de Yucatán. 
En mayo de 2021, la Sala Superior del Tribunal Electoral del Poder Judicial de la Federación confirmó la revocación del registro de las candidatura de Tavera Escalante. En su momento, la Sala Regional Xalapa del TEPJF determinó que la resolución se tomó derivado de que el INE no fue exhaustivo al analizar si existía o no un vínculo entre Tavera y las comunidades indígenas a la que afirmó pertenecer. La  resolución fue impugnada, en primera instancia por Tavera Escalante, sin embargo el 12 de mayo, la Sala Superior del Tribunal Electoral confirmó la resolución de la Sala de Xalapa, quedando fuera del proceso electoral por no ser indígena.
A finales de mayo de 2021, se confirmó que la sustituta de Tavera en la candidatura por la diputación federal del distrito 1 por Morena, sería la regidora con licencia del municipio de Tizimín, Lizbeth Kantun Pompeyo.